# 1096 dans les croisades

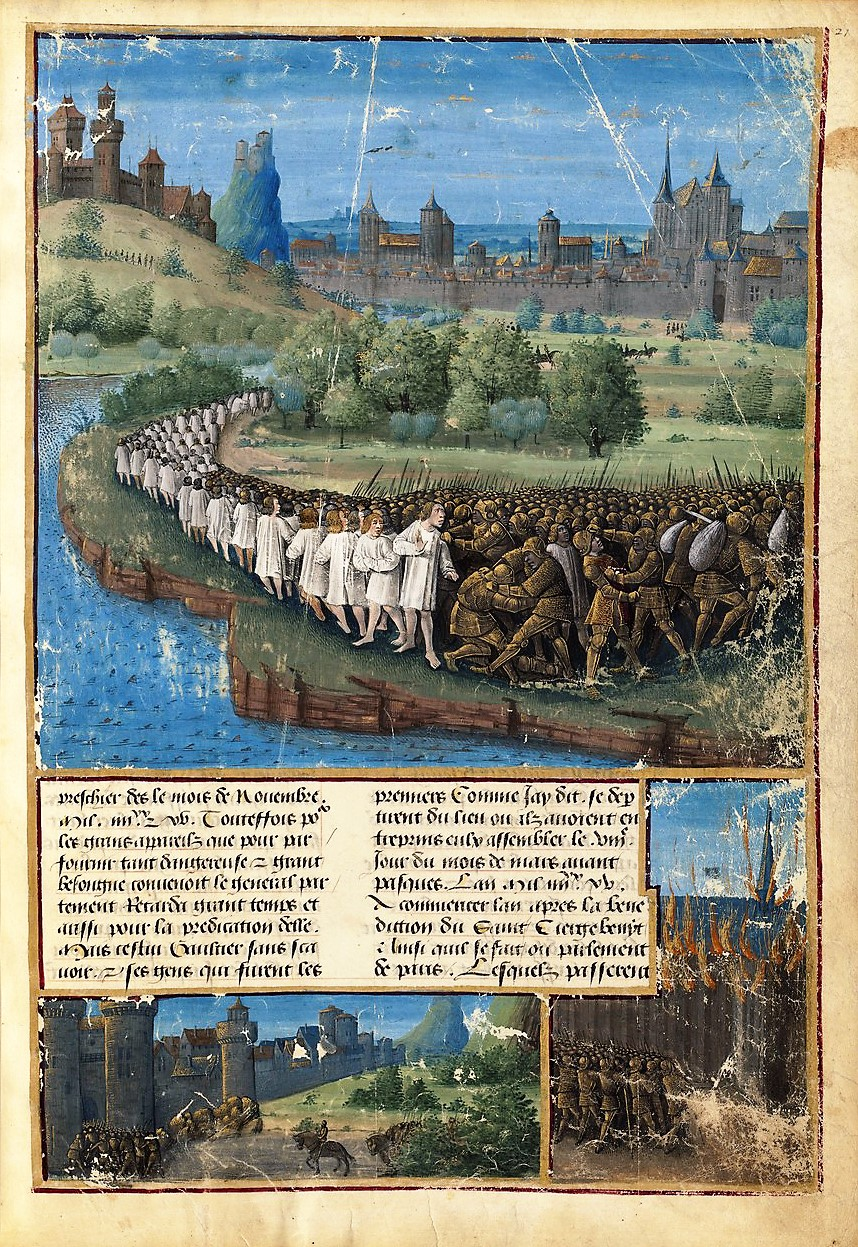
Massacre de la croisade populaire par les Hongrois. Miniature de Jean Colombe tirée des Passages d'outremer de Sébastien Mamerot, BNF Fr.5594, f21r

Cette page regroupe les évènements concernant les Croisades qui sont survenus en 1096 : 
- 12 avril : La croisade populaire (15 000 pèlerins) conduite par Pierre l'Ermite et Gautier Sans-Avoir arrive à Cologne[1].
- 15 avril : Une partie de la croisade populaire conduite par Gautier Sans-Avoir part de Cologne vers Constantinople[2].
- 19 avril : Pierre l'Ermite et le reste de la croisade populaire partent de Cologne vers Constantinople[1].
- Printemps : Massacres de Juifs par les croisés en France, en Allemagne et en Bohême[3].
- 3 juillet : La croisade populaire conduite par Pierre l'Ermite saccage les faubourgs de Niš, en territoire byzantin[1].
- 20 juillet : La croisade populaire conduite par Gautier Sans-Avoir arrive à Constantinople[1].
- 1er août : La croisade populaire conduite par Pierre l'Ermite arrive à Constantinople[1].
- 7 août : Alexis Ier Comnène, empereur byzantin ordonne à sa flotte d’organiser la traversée du Bosphore par les croisés et leur attribue le camp de Civitot pour qu’ils attendent la croisade des barons[1].
- 21 octobre : les participants de la croisade populaire, conduite par Pierre l'Ermite sont massacrés par les Turcs à Hersek en Bithynie[4].
- 23 décembre : Godefroy de Bouillon et son armée arrivent à Constantinople[4].